# Steinahellir

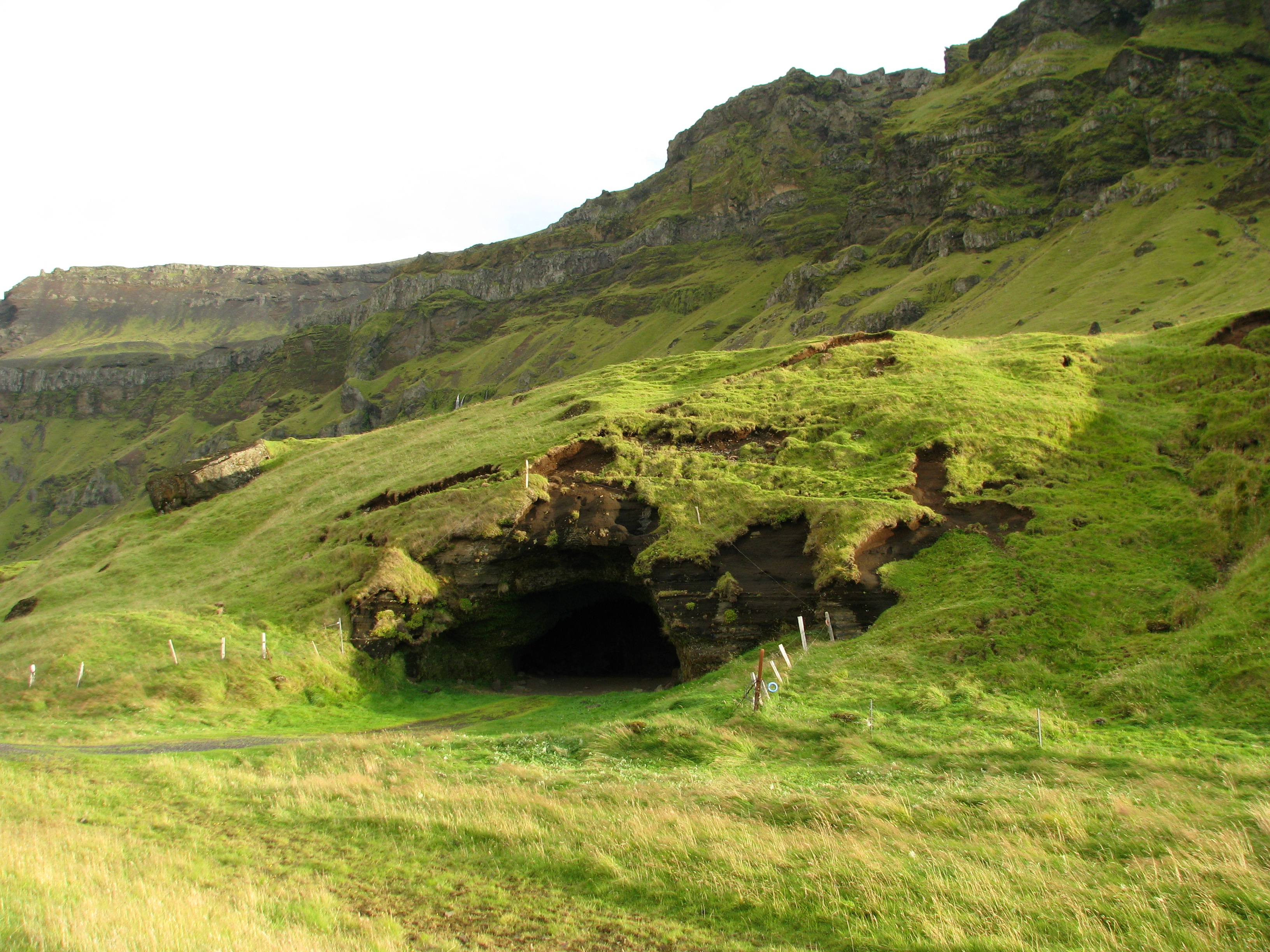
Steinahellir.

Steinahellir is een grot in het zuiden van IJsland. Ongeveer halverwege de Írárfoss en de Skógafoss ligt de grot vlak aan de ringweg van IJsland en is makkelijk te bereiken. De grot is waarschijnlijk een van de oudste die (deels) door mensen op IJsland gemaakt is en in de buurt liggen meerdere grotten, zoals de Rútshellir. Steinahellir is vanaf 1818 tot 1905 als officiële vergaderplaats voor de bestuurders van het district gebruikt. De grot is ongeveer 15 meter diep, 6 meter breed en 4 meter hoog en is omgeven door grasbegroeide hellingen van de Steinafjall. Van deze berg vallen met enige regelmaat stenen naar beneden, dus voorzichtigheid is geboden. Vroeger werd de grot ook als toevluchtsoord, als schapenhok, als hooischuur en als machineopslagplaats gebruikt en was de ingang met hout afgesloten. Mits men geen schade aanricht of rommel maakt, is het toegestaan de grot te betreden.
Voor de grot ligt een klein meertje, Hellisvatn. Men beweert dat er een kelpie in huist.